# Stadtwerke Aachen

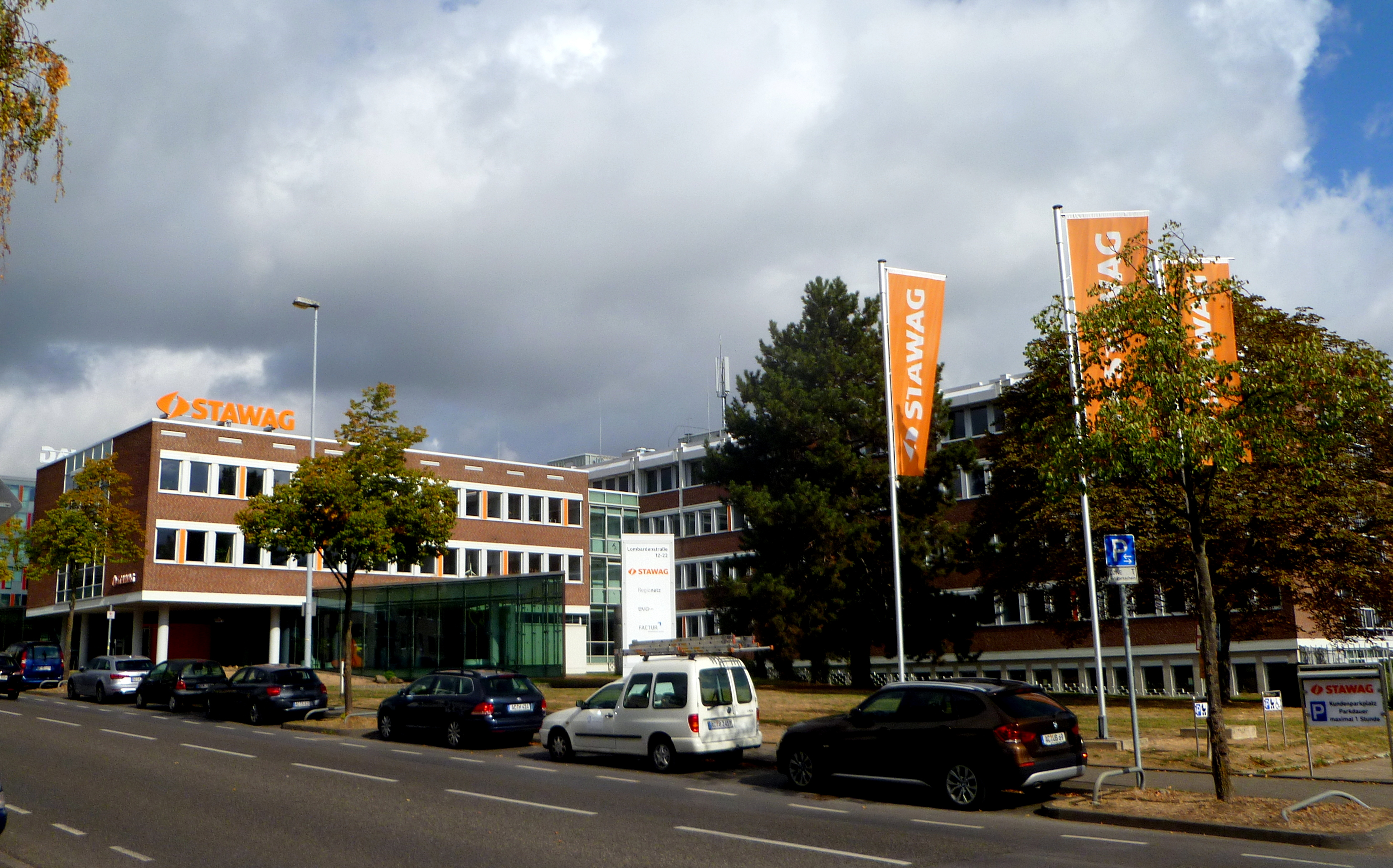
Zentrale der Stawag in der Lombardenstraße

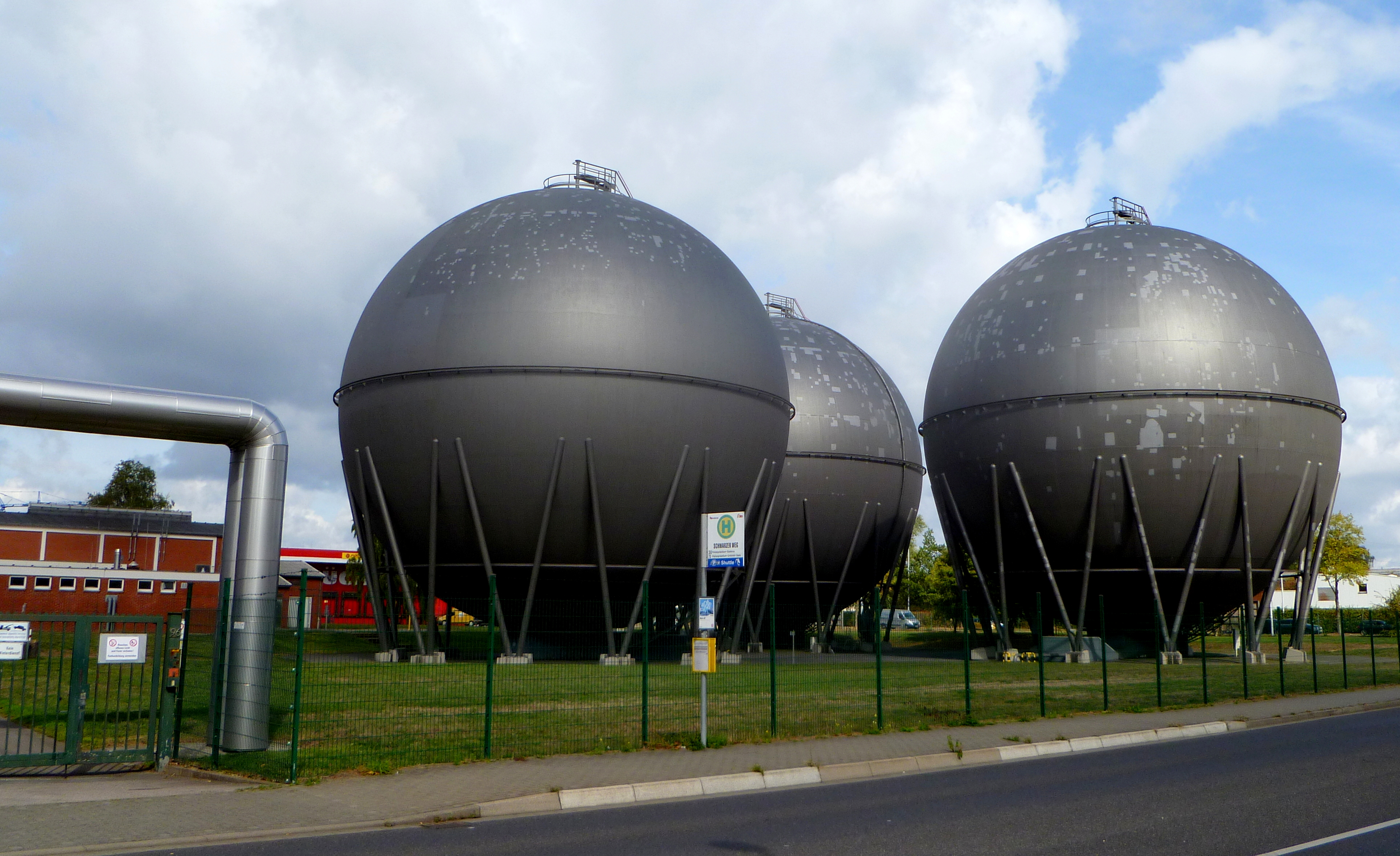
Kugelgasbehälter der STAWAG

Die STAWAG – Stadt- und Städteregionswerke Aachen AG (ehemals Stadtwerke Aachen AG, kurz STAWAG) sind die Stadtwerke der Stadt Aachen und bieten Dienstleistungen in den Bereichen Gas, Fernwärme, Wasser und Strom an. Hierzu zählen die Versorgung der Aachener Bevölkerung mit Gas, Wasser, Strom und Wärme sowie die Beratung und Bereitstellung des Kundendienstes für den Einsatz von Energie in Haushalten und Industrie. Der Konzern ist ein Tochterunternehmen der Energieversorgungs- und Verkehrsgesellschaft Aachen mbH (E.V.A.), der noch weitere Töchter angehören (ASEAG, FACTUR Billing Solution).

## Geschichte

### Gründung und Anfangsjahre
Die Geschichte der STAWAG lässt sich bis in das Jahr 1839 zurückverfolgen. In diesem Jahr gründete die englische Imperial Continental Gas Association von London aus das erste Gaswerk in Aachen.
Der Bau des Wasserwerkes Eicher Stollen begann im Jahre 1871. Es wurde im Jahre 1880 in Betrieb genommen, sodass Grundwasser zu Trinkwasser aufbereitet werden konnte. Um Aachen zentral versorgen zu können, wurde ein Wasserhochbehälter errichtet und ein Netz von Wasserleitungen in der Stadt gelegt.
1893 errichtete die Firma Schuckert das Kraftwerk Borngasse und begann im Auftrag der Stadt mit der Stromversorgung. 1901 übernahm die Stadt dieses Betätigungsfeld in eigener Regie. Nach der Übernahme des Gaswerkes durch die Firma Schuckert im Jahr 1912 wurden die Gas-, Elektrizitäts- und Wasserwerke der Stadt Aachen gegründet, die die bisherigen Versorgungsleistungen in einer Firma vereinten.
1938 erfolgte die Umfirmierung zu den Stadtwerken Aachen, einem städtischen Eigenbetrieb, der 1967 in die Aktiengesellschaft Stadtwerke Aachen umgewandelt wurde.

### Ausweitung der Tätigkeiten
Nach Übernahme der ebv-fernwärme GmbH im Jahr 1986 wurde das Dienstleistungsspektrum um den Bereich Fernwärme für das Stadtgebiet erweitert. Zusammen mit dem Wasserwerk des Kreises Aachen (später enwor) gründeten die Stadtwerke Aachen 1997 die WAG Nordeifel, die zukünftig einen Großteil des Wasserbedarfs der Stadt und des Kreises Aachen mit weichem Talsperrenwasser decken sollte.
Nachdem Mitte der Neunzigerjahre die vom Solarenergie-Förderverein (SFV) entwickelte und initiierte Vergütung von Solarstrom eingeführt wurde – genannt Aachener Modell, das als Grundentwurf für das spätere, im Jahr 2000 eingeführte Erneuerbare-Energien-Gesetz diente - wurden die Aachener Stadtwerke 1995 durch die Energieversorgung Aachen GmbH angewiesen, die kostendeckende Vergütung von Solarstrom umzusetzen.
1999 wurde zusammen mit verschiedenen deutschen und niederländischen Stadtwerken die kommunale Energiehandelsgesellschaft Trianel European Energy Trading GmbH mit Sitz in Aachen gegründet. Im selben Jahr reichte Thyssengas eine Klage auf Feststellung gegen die Stadtwerke Aachen ein, da der Konzern nach Auffassung von Thyssengas gegen den laufenden Vertrag verstoßen habe, da ein Teil der Erdgasmenge bei Wingas bezogen wurde. Die Klage wurde am 8. Juni 2000 vom Landgericht Köln als Kartellgericht abgewiesen. Thyssengas legte daraufhin Revision vor dem Bundesgerichtshof ein, nachdem das Oberlandesgericht Düsseldorf im November 2000 das erstinstanzliche Urteil bestätigt hatte. Das Urteil wurde 2003 zugunsten der Aachener Stadtwerke rechtskräftig.
Zum 1. Mai 2000 erfolgte im Rahmen der Gründung eines Tochterunternehmens der Einstieg in den Gashandel, nachdem die Liberalisierung des Gasmarktes aufgrund eine EU-Richtlinie 1998 in die Wege geleitet wurde. Seit demselben Jahr betreiben die Stadtwerke Aachen Windkraftanlagen in der Region.
2002 reichten die Stadtwerke Aachen gemeinsam mit Ampere, Trianel, den Stadtwerken Rosenheim, Concord Power, Energie Baden-Württemberg und TXU Beschwerde beim Oberlandesgericht Düsseldorf gegen die von Eon nach einer Ministererlaubnis angestrebte Übernahme des Ruhrgas-Konzerns ein. Aufgrund von Verfahrensfehlern des Wirtschaftsministeriums untersagte der Kartellsenat des Oberlandesgerichts Düsseldorf den Vollzug der Fusion. Ein Einigungsangebot an die Kläger erfolgte im Januar 2003. Am 31. Januar 2003 zogen die Beschwerdeführer die Klage zurück, sodass Eon Ruhgras übernehmen konnte. Die außergerichtliche Einigung enthielt sowohl den Tausch von Beteiligungen, als auch – wie im Fall der Stadtwerke Aachen – Vereinbarungen über Strom- und Gaslieferungen.
Ende 2003 nahmen die Stadtwerke Aachen weitere Solarenergieanlagen in Hüls in Betrieb.
Gemeinsam mit dem Forschungsinstitut für Wasser- und Abfallwirtschaft (FIW) installierte der Konzern im November 2003 ein mit einem Generator ausgestattetes Wasserrad in der Aachener Kanalisation. Das mit Abwasser angetriebene Rad erzeugt rund 50 000 Kilowattstunden Strom jährlich.
2004 beteiligte sich der Konzern an dem Projekt, die Glühbirnen der Ampelanlagen mit LED-Lampen auszutauschen. Im selben Jahr starteten die Stadtwerke Aachen das Projekt, heimischen Autofahrern einen Teil der Tankrechnung zu erstatten, wenn diese zu Erdgas-betrieben Autos wechseln. Ende 2004 gab der Konzern bekannt, mit der RWTH Aachen zu kooperieren, um eine Holzgasanlage zu bauen, wobei die Energiegewinnung ohne zusätzliche Belastung der Atmosphäre umgesetzt werden sollte. Aufgrund nichtkalkulierbarer Baukosten musste das Projekt im Sommer 2005 auf unbestimmte Zeit verschoben werden.

### Entwicklungen ab den frühen 2000ern
2005 wurde dem SPD-Ratsherr Heiner Höfken durch das Verwaltungsgericht Aachen der Posten als Aufsichtsratsvorsitzender der Stadtwerke Aachen entzogen, da ein Erlass des Justizministeriums Nordrhein-Westfalen aus dem Jahr 2003 eine gleichzeitige Tätigkeit als Richter und Aufsichtsratsvorsitzender eines kommunalen Betriebes verbot. Das Urteil wurde im Februar 2007 vom Oberverwaltungsgericht Münster bestätigt.
Im Januar des Jahres 2006 kündigten die Aachener Stadtwerke ihren Austritt aus dem Bundesverband der deutschen Gas- und Wasserwirtschaft (BWG) an. Als Grund wurden Unstimmigkeiten im Hinblick auf die Liberalisierung des Gasmarktes genannt. Für den Herbst 2006 plante der Konzern die Herstellung von Pellets und Holzhackschnitzel, um Energie durch Holzaufbereitungsanlagen zu erzeugen. Im Zuge des Baus der Bio-Erdgas-Anlage in Kerpen wurde 2006 ein Bußgeld gegen den Konzern verhängt, da die Stadtwerke Aachen keine Baugenehmigung für das Zwischenlager bei Eschweiler hatten.
Im September 2007 durchsuchte die Staatsanwaltschaft Aachen den Sitz der Stadtwerke Aachen und leitete ein Ermittlungsverfahren aufgrund des Verdachts der Untreue ein. Im weiteren Verlauf der Ermittlungen wurde auch das Grundstück in Vossenack, auf dem sich ein Pelletwerk des Konzerns befand, ins Visier genommen. Der Kaufpreis des Grundstücks wurde untersucht. Die Ermittlungen gegen die beschuldigten Aufsichtsratsmitglieder wurden nach einer Zahlung von Geldbußen eingestellt. Das Pelletwerk wurde 2010 unter finanziellen Verlusten an die Firma Demmel Bioenergie GmbH, Ingolstadt verkauft, die das Werk weiter betreiben wollte.
2008 übernahm der Konzern die Störmeldestelle der Energie- und Wasser-Versorgung Stolberg (EWV), um den Grundstein für eine zukünftige Kooperation zu legen.
2009 erfolgte im Rahmen der Beteiligung des Stadtwerke-Zusammenschlusses Trianel die Planung des Baus eines Steinkohlekraftwerks in Krefeld-Uerdingen. Eine Bürgerinitiative versuchte, mit Hilfe eines Bürgerentscheids den Ausstieg aus dem Projekt zu erzwingen. Anfang 2011 gab der Konzern bekannt, sich nicht am Bau des Steinkohlekraftwerks zu beteiligen, sondern nur eine Gas- und Dampfturbinenkraftwerk mitzufinanzieren.

### Ab 2009: Ausbau von erneuerbaren Energien
Im August des Jahres 2009 gingen die Stadtwerke Aachen mit der AWA Servicegesellschaft eine Kooperation ein, um zukünftig im Bereich der erneuerbaren Energien gemeinsam tätig zu werden. Im Zuge dessen plante die Stawag Solar GmbH, eine Photovoltaik-Anlage auf dem Dach eines Entsorgungs- und Logistikcenters in Horm zu errichten.
2012 wurde die Partnerschaft mit den Stadtwerken Rösrath eingeleitet, um die Ökostrom-Erzeugung weiter zu fördern. Ab 2013 sollten im Zuge der Partnerschaft die Stadtwerke Rösrath Energie GmbH gegründet werden.
2013 übernahm der Konzern einen Anteil von circa 25 Prozent an den Stadtwerken Lübeck. Ende des Jahres 2013 erhielt Stawag Solar die Erlaubnis, für das Jahr 2014 den Bau des Windpark Höfener Wald in Höfen vorzunehmen.
Nach einer Klageandrohung des Naturschutzbundes (Nabu) musste der Konzern 2014 den Bau des Windparkes Münsterwald auf das Jahr 2015 verschieben. Im Zuge der Verhandlungen kündigten die Stadtwerke Aachen an, zukünftig durch ein neues, öffentliches Verfahren mehr Bürgerbeteiligung garantieren zu wollen. Im Herbst 2014 wurde eine Umweltverträglichkeitsprüfung in die Wege geleitet. Ende Dezember 2015 wurde Klage gegen die Baugenehmigung eingereicht. Im Oktober des Jahres 2016 entschied das Verwaltungsgericht Aachen, den von der Landesgemeinschaft Naturschutz und Umwelt Nordrhein-Westfalen (LNU) eingereichten Eilantrag abzulehnen. In der Begründung wurde dargelegt, dass die Errichtung des Windparks den Belangen des Natur- und Artenschutzes nicht entgegenständen. Der Konzern begann 2017 mit den Rodungsarbeiten. Gleichzeitig legten die Gegner des Projekts erneut einen Antrag auf ein Eilverfahren zum Stopp der Rodung beim Oberverwaltungsgericht Münster ein, wobei der Eilantrag abgewiesen wurde. Im Hauptsacheverfahren wies das Aachener Verwaltungsgericht die Klage ab, sodass im Februar 2018 begonnen wurde, die Windräder zu installieren. Im Herbst 2018 konnte der Windpark in Betrieb genommen werden.
Im Frühjahr des Jahres 2017 gaben die Stadtwerke Aachen bekannt, dass mit dem Stolberger Energie- und Wasserversorgung (EWV) eine gemeinsame Netzgesellschaft geplant sei. Zweck des neuen Unternehmens sollte der gemeinsame Betrieb von Wasser-, Gas- und Stromnetzen sein, genannt Regionetz. Die Gründung erfolgte zum Geschäftsjahr 2018.
2021 startete der Konzern gemeinsam mit dem Fraunhofer-Institut für Energieinfrastrukturen und Geothermie (IEG) ein Projekt, um zukünftig klimafreundliche Wärme durch hydrothermale Geothermie, die heißes Wasser aus dem Untergrund nutzt, zu erzeugen. Insgesamt wurde die Netzstruktur der Aachener Stadtwerke 2021 von dem Hochwasser im Sommer 2021 stark beschädigt.

## Konzernstruktur
Stand 31. Dezember 2021 sind Christian Becker und Wilfried Ulrich die Vorstände des Konzerns. Vorsitzender des Aufsichtsrats ist Harald Baal. Jöran Stettner ist der erste stellvertretende Vorsitzende und Wilfried Warmbrunn der zweite stellvertretende Vorsitzende des Aufsichtsrats des Konzerns. Der EBIT lag zum 31. Dezember 2021 bei 10 Millionen Euro.
Zum 31. Dezember 2021 verfügt der Konzern – bei einer Laufzeit bis 2029 – über einen Konzessionsvertrag für Wasser und Wärme sowie Strom und Gas mit der Stadt Aachen. Des Weiteren hat der Konzern seit dem 1. Januar 2013 einen Stromkonzessionsvertrag mit der Stadt Monschau inne, die Laufzeit endet zum 31. Dezember 2032. Seit 2012 besteht ein Konzessionsvertrag mit der Gemeinde Simmerath.
Die Stadtwerke Aachen sind mit 16 Prozent an dem Telekommunikationsunternehmen NetAachen beteiligt. Die Beteiligung an der TGH Holding UG beträgt 16,9 Prozent. Ebenso unterhält der Konzern eine Beteiligung an der Trianel GmbH in Höhe von 11,97. Bis 2021 beteiligten sich die Stadtwerke Aachen an der Thüga Aktiengesellschaft (die fünfprozentigen Anteile wurden im Jahr 2021 verkauft). Die Stadtwerke Aachen beteiligten sich außerdem 2010 mit einem Kapitalanteil von 35 Prozent (Stand 31. Dezember 2010) an der Gründung der smartlab Innovationsgesellschaft GmbH (smartlab). Stand 31. Dezember 2021 beträgt der Anteil an dieser Gesellschaft 30 Prozent, nachdem 5 Prozent der Gesellschafteranteile im Verlauf des Jahres 2021 an die Thüga Aktiengesellschaft verkauft wurden. Zu weiteren Beteiligungen zählen zum 31. Dezember 2021:
- Technische Werke Naumburg GmbH (TWN), 2 Prozent,
- Hochtemperatur-Kernkraftwerk GmbH, Hamm (HKG), 5 Prozent,
- Energie und Umwelt Service GmbH & Co. KG (ASEW), Köln, 6,67 Prozent.[2]

Die Regulierung des Netzzugangs sowie der Entgelte erfolgt über die Bundesnetzagentur (BNetzA).

## Geschäftsbereiche

### Energieversorgung, Netzbetrieb, Wärme
1999 wurde zusammen mit verschiedenen deutschen und niederländischen Stadtwerken die kommunale Energiehandelsgesellschaft Trianel European Energy Trading GmbH mit ihrem Sitz in Aachen gegründet. Zum 1. Mai 2000 erfolgte im Rahmen der Gründung eines Tochterunternehmens der Einstieg in den Gashandel, nachdem die Liberalisierung des Gasmarktes aufgrund eine EU-Richtlinie 1998 in die Wege geleitet wurde.
Seit dem Jahr 2002 ist die STAWAG Energie GmbH als eigene Sparte für die unternehmenseigene Energieerzeugung zuständig. Seit 2004 ist die STAWAG Netz GmbH für den Vertrieb zuständig. Die Wärmeversorgung beinhaltet darüber hinaus das Fernwärmenetz, das Inselnetz, das Endkundengeschäft und die Wärmeerzeugungsanlagen.

### Wasserversorgung
Seit 2006 betreibt die STAWAG Abwasser GmbH das Kanalnetz der Stadt Aachen. Hierzu wurde zwischen der Stadt Aachen und den Stadtwerken Aachen ein Betriebsführungsvertrag vereinbart.

### Alternative Energien
Der Konzern nahm 1991 die erste Solarfassade in Betrieb. 2003 eröffneten die Stadtwerke Aachen die erste Erdgas-Tankstelle, 2007 die erste Bioethanol-Tankstelle. Im Jahr 2009 erfolgte die Installation der ersten öffentlichen Elektro-Tankstellen in Aachen. Seit 2006 produzieren die Stadtwerke Aachen Bio-Erdgas.
Im Sommer 2008 gründete der Konzern mit der Stadt Aachen und weiteren lokalen Unternehmen ein Projekt, um Haushalte und Unternehmen hinsichtlich des Energieverbrauchs zu beraten, genannt Energie-Effizienzkonzept. Anfang 2009 installierten die Stadtwerke Aachen 5300 Solarmodule auf dem Dach einer Bushalle bei der Aseag, um zukünftig 110 Haushalte mit Strom zu versorgen.

### Sonstige Geschäftsfelder
Am 1. Januar 2009 gründeten die beiden Regio-Carrier accom GmbH & Co. KG (Aachener Telefongesellschaft und ein Tochterunternehmen der STAWAG) und NetCologne das Unternehmen NetAachen. Des Weiteren bestehen Dienstleistungsbeziehungen zwischen den Stadtwerken Aachen und der Regionetz, und zwischen dem Konzern und der Wassergewinnungs- und aufbereitungsgesellschaft Nordeifel mbH, Roetgen (WAG). 2001 beteiligte sich der Konzern im Rahmen eines Darlehens an der Entwicklung des Streetscooters, einem Elektroauto.

### Operative Beteiligungen
Hierzu zählen die Ergebnisbeträge der:
- Regionetz (Im Zuge der seit dem 1. Januar 2018 bestehenden Betriebsführungsverträge übernimmt die Regionetz alle Rechte und Pflichten der Stadtwerke Aachen aus dem bestehenden Straßenbeleuchtungs- und Abwasserbeseitigungsvertrag zwischen den Stadtwerken Aachen und der Stadt Aachen)[2]
- FACTUR Billing Solutions GmbH (FACTUR) (Dienstleistungen rund um den Kundenservice, die Ablesung, die Abrechnung sowie das Zahlungs- und Forderungsmanagement)[2]
- STAWAG Energie GmbH (Projektierungs- und Erzeugungskapazitäten im Bereich der Windenergie und der Photovoltaik)[2]
- Wassergewinnungs- und aufbereitungsgesellschaft Nordeifel[2]
- Stawag Netz GmbH[2]

## Wirtschaftliche Kennzahlen
Die wirtschaftlichen Kennzahlen ergeben sich aus dem Jahresabschluss zum 31. Dezember 2021:
| Bilanzsumme                                     | 691.826 | Tausend Euro   |
| Anlagevermögen                                  | 550.253 | Tausend Euro   |
| Umsatzerlöse gesamt                             | 415.291 | Tausend Euro   |
| – davon Stromversorgung (ohne Stromsteuer)      | 120.2   | Millionen Euro |
| – davon Erdgasversorgung (ohne Erdgassteuer)    | 143.6   | Millionen Euro |
| – davon Stromerzeugung                          | 40.5    | Millionen Euro |
| – davon Wasserversorgung                        | 34.5    | Millionen Euro |
| – davon Fernwärmeversorgung                     | 24.4    | Millionen Euro |
| Arbeitnehmer (STAWAG und Tochtergesellschaften) | 913     | Personen       |

## Gesetzliche Stromkennzeichnung
Nach §42 EnWG zur Stromkennzeichnung sind alle Energieversorgungsunternehmen in Deutschland verpflichtet, die Herkunft des von ihnen gelieferten Stroms anzugeben. Für die Stadtwerke Aachen ergeben sich folgende Werte (Stand: November 2022):
| Stromkennzeichnung                  | Stromkennzeichnung            | Stromkennzeichnung             | Stromkennzeichnung   |
|                                     | bundesweiter Durchschnitt [%] | Stadtwerke Aachen (Gesamt) [%] | StromSTA ÖkoPlus [%] |
| ----------------------------------- | ----------------------------- | ------------------------------ | -------------------- |
| Kernenergie                         | 12,9                          | 4,3                            | 0,0                  |
| Kohle                               | 28,9                          | 10,9                           | 0,0                  |
| Erdgas                              | 11,8                          | 4,8                            | 0,0                  |
| Sonstige fossile Energieträger      | 1,2                           | 0,4                            | 0,0                  |
| Erneuerbare Energien(EEG-gefördert) | 39,2                          | 0,0                            | 57,2                 |
| sonstige Erneuerbare Energien       | 6,0                           | 79,6                           | 42,8                 |
| Radioaktiver Abfall [mg/kWh]        | 0,3                           | 0,1                            | 0,0                  |
| CO2-Emissionen [g/kWh]              | 350                           | 127                            | 0,0                  |